# 道格拉斯鎮區 (愛荷華州布雷默縣)
道格拉斯鎮區（英語：Douglas Township）是位於美國愛荷華州布雷默縣的一個行政鎮區。

## 地方資料
根據2010年美國人口普查的數據，道格拉斯鎮區的面積為95.39平方千米，當中陸地面積為95.35平方千米，而水域面積為0.04平方千米。當地共有人口388人，而人口密度為每平方千米4.07人。